# Johann Luef
Johann „Schani“ Luef (* 21. Dezember 1905; † 3. April 1945) war ein österreichischer Fußballspieler und -trainer. Der Stürmer absolvierte drei Spiele für das legendäre Wunderteam und war Gewinner des Mitropapokals 1930 mit Rapid Wien.

## Karriere
Johann Luef kam vom Amateurverein Baumgartner Sportfreunde und begann seine Karriere in Hütteldorf im Jahre 1926. In seiner ersten Meisterschaftssaison erzielte er 15 Tore in nur 12 Partien und belegte mit den Hütteldorfern den dritten Platz. Zudem schoss er seinen Verein in das österreichische Cupfinale im selben Jahr. Im Halbfinale spielten die Rapidler gegen die Admira; ein 2:2 erzwang eine Entscheidungspartie. In diesem Match erzielte der junge Stürmer gleich zwei Tore, darunter den spielentscheidenden Treffer zum 4:3 gegen die Jedleseer in der 87. Minute. Das Finale gegen den Bezirksrivalen FK Austria Wien aus Ober St. Veit gewannen die Hütteldorfer klar mit 3:0; Luef netzte zum 2:0 ein. Mit dem Cupsieg war Luef mit seiner Mannschaft an der Teilnahme am Mitropacup, dem Vorläufer des heutigen Europapokals, berechtigt. Die Hütteldorfer kamen bei der Erstaustragung des Wettbewerbes bis in das Finale gegen Sparta Prag, wo man allerdings mit einem Gesamtscore von 7:4 unterlag. Johann Luef kam nur im Rückspiel auf der Hohen Warte zum Einsatz, wo er das zwischenzeitliche 2:0 (Endstand 2:1) schoss. Auch in der Meisterschaft reichte es „nur“ zu Platz zwei.
1928 kam Rapid erneut ins Finale des Mitropapokals und verlor auch erneut. In den Finalspielen gegen Ferencváros Budapest kam Luef nicht zum Einsatz. In der Meisterschaft triumphierte der Stürmer erstmals mit der Mannschaft. Dieser Titelgewinn wurde 1929 wiederholt; im Mitropacup kam das Aus dieses Mal bereits im Halbfinale gegen den späteren Sieger Újpest Budapest. 1930 war es soweit: Johann Luef stand zum dritten Mal mit Rapid im Mitropacupfinale, doch dieses Mal gewann seine Mannschaft. Der Stürmer spielte mit Rapid gegen Sparta Prag – ein Gegner, an den man noch schmerzliche Erinnerungen aus dem Mitropacupfinale 1927 hatte. Sein Tor nach nur neun Minuten in Prag ebnete den Hütteldorfen den Weg. Der 2:0-Auswärtssieg war Grundstein für den Triumph, das Match in Wien endete 2:3.
Seit 1929 spielte Johann Luef auch für das österreichische Nationalteam. Sein Debüt gab er im Jahre 1929 beim 3:3 gegen die Tschechoslowakei in Prag. Bis zu seinem letzten Einsatz für das Team 1933 spielte Luef insgesamt 12 Mal für Österreich, darunter drei Partien zur Zeit des legendären Wunderteams, wie dem 8:1 gegen die Schweiz in Basel. Nach seinen Engagement in der Nationalmannschaft blieb Johann Luef noch bis 1937 auf Vereinsebene bei Rapid Wien aktiv, wurde 1935 sogar ungeschlagen mit der Mannschaft Meister.
Danach verließ er die Hütteldorfer und spielte für den Zweitligisten SV Straßenbahn Wien, wo aber trotz weiterer namhafter Verstärkungen wie Franz Erdl, Josef Hassmann und Karl Jestrab der Aufstieg in die höchste Spielklasse nicht gelang. Während der Kriegsjahre war Luef Spielertrainer beim SK Vorwärts Steyr.
Johann Luef starb in einem Lazarett an einer Verwundung, die er während seines Einsatzes in Ostpreußen in den letzten Kriegswochen erlitten hatte.

## Sportliche Erfolge
- 1 × Mitropacupsieger: 1930
- 2 × Mitropacupfinalist: 1927, 1928

- 3 × Österreichischer Meister: 1928/29, 1929/30, 1934/35
- 1 × Österreichischer Cupsieger: 1926/27
- 3 × Österreichischer Vizemeister: 1927/28, 1932/33, 1933/34
- 2 × Österreichischer Pokalfinalist: 1928/29, 1933/34

- 12 Länderspiele für die österreichische Fußballnationalmannschaft von 1929 bis 1933